# Trumšajt

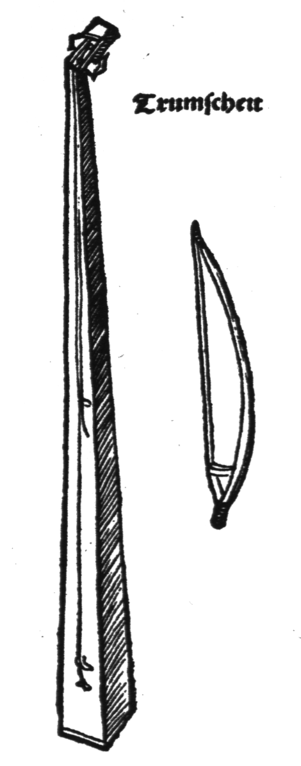
trumšajt

Trumšajt (trumscheit [trumšajt], nonnegeige, tromba marina [marína], trompet marine) je většinou jednostrunný hudební nástroj-chordofon, který byl rozšířen zejména v 17. století.

## Popis
Nástroj tvoří dřevěná ozvučná skříň, která bývá někdy dlouhá přes dva metry. Trumšajt mívá jednu, dvě a někdy i více strun vedených přes kobylku zvláštní konstrukce, jejíž volná nožka naráží do těla nástroje a způsobuje typické zabarvení zvuku, podobné trubce nebo houslím.

## Technika hry
Na trumšajt se hraje vstoje, nástroj je jedním koncem položen přes rameno hráče a druhým opřen o zem. Smyčcem, drženým v pravé ruce, se hraje v horní části nástroje, struna se zkracuje palcem levé ruky dole.

## Historie
Trumšajt se vyvinul z monochordu, používaného již ve starém Řecku. Z původně jednostrunného nástroje se během několika set let vyvinuly i nástroje se dvěma a více strunami. Nástroje se objevily kolem 14. století, nejčastěji byly používány v 17. století a na přelomu 18. a 19. století zanikly.